# USET-80
El USET-80 ( en ruso УСЭТ-80 ) es un torpedo eléctrico autoguiado de 533 mm utilizado en submarinos de la Armada rusa.
El arma se puso en servicio por primera vez con la Armada soviética en 1980 y puede usarse para atacar barcos de superficie y submarinos. Diseñador jefe A. V. Sergeev del Instituto Central de Investigación "Gidropribor" (Гидроприбор). Producido en la fábrica "Dastan" (Дастан)  en Kirguistán.

## Morfología
El cuerpo es cilíndrico de 7.9 metros de largo con un diámetro de 533 mm. Es impulsado por una hélice que puede acelerarlo a 48 nudos. La fuente de energía es una batería de plata-zinc que proporciona suficiente energía para alimentar el torpedo de 2 toneladas a profundidades de hasta 1,000 metros en distancias de hasta 18,000 metros. En la parte delantera del torpedo se encuentran los sensores para la búsqueda de objetivos, seguidos por la cabeza explosiva de 200 a 300 kg, los sistemas de propulsión y finalmente los timones.

## Operación
El torpedo se carga en un tubo de torpedo de 533 mm, que se llena con agua de mar poco antes del lanzamiento. El agua de mar activa el acumulador de plata y zinc en el torpedo.
Después de disparar, el torpedo busca su objetivo a través de una búsqueda activa o pasiva con su sonar incorporado. Alternativamente, persigue objetivos de siguiendo la turbulencia generada por la estela de barcos o submarinos.

## Características
- Calibre: 533 mm[3]
- Longitud: 7,9 m.[3][4]
- Peso total: 2000 kg.
- Peso de la cabeza de combate: 200-300 kg
- Alcance: 18 km.
- Velocidad de desplazamiento: 45 nudos.
- Máxima profundidad de destrucción del objetivo: 1000 m.
- Instalación eléctrica: la batería de plata-zinc activada por agua de mar.[3][1]
- Sistema de guía: canal acústico activo-pasivo de dos canales y canal de guía a lo largo de la estela del barco. Para detectar el rastro de estela, se utiliza la dispersión de las ondas acústicas en burbujas de aire suspendidas.
- Coste unitario: 30 millones de rublos en precios de 2008.